# Кліматичний проєкт «Зменшення»
Кліматичне зменшення — це точка, при якій концентрація парникових газів в атмосфері вирівнюється і починає зменшуватися щороку. Зменшення є важливим етапом у зміні клімату та врешті-решт у зменшенні середніх глобальних температур.

## Опис проєкту
Проєкт Drawdown — проєкт пом’якшення наслідків зміни клімату, ініційований Полом Гокеном та кліматичною активісткою Амандою Джой Рейвенгілл. Центральним для проєкту є складання списку "найбільш суттєвих рішень щодо глобального потепління". Список, що охоплював лише технологічно життєздатні існуючі рішення, був складений командою з понад 200 науковців, політиків, керівників підприємств та активістів. Команда виміряла та змоделювала вплив вуглецю на кожне рішення до 2050 року, його загальну та чисту вартість для суспільства та загальну економію.

### Топ 10 рішень
| Рішення                           | Мін. CO2-екв. (Gt) зменшений / секвестрований (2020-2050) | Макс. CO2-екв. (Gt) зменшений / секвестрований (2020-2050) |                          |       |       |
| --------------------------------- | --------------------------------------------------------- | ---------------------------------------------------------- | ------------------------ | ----- | ----- |
| Рішення                           | Мін. CO2-екв. (Gt) зменшений / секвестрований (2020-2050) | Макс. CO2-екв. (Gt) зменшений / секвестрований (2020-2050) | Зменшити харчові відходи | 87,45 | 94,56 |
| Здоров’я та освіта                | 85,42                                                     | 85,42                                                      |                          |       |       |
| Багаті рослинами дієти            | 65.01                                                     | 91,72                                                      |                          |       |       |
| Управління холодоагентом          | 57,75                                                     | 57,75                                                      |                          |       |       |
| Лісовідновлення тропічних лісів   | 54,45                                                     | 85,14                                                      |                          |       |       |
| Берегові вітрогенератори          | 47.2                                                      | 147,7                                                      |                          |       |       |
| Альтернативні холодоагенти        | 43,53                                                     | 50,53                                                      |                          |       |       |
| Сонячна фотоелектрична енергія    | 42,32                                                     | 119.13                                                     |                          |       |       |
| Покращена чистота кухонних плит   | 31.34                                                     | 72,65                                                      |                          |       |       |
| Розподілена сонячна фотоелектрика | 27,98                                                     | 68,64                                                      |                          |       |       |